# Blue Ivy Carter
Blue Ivy Carter (sinh ngày 7 tháng 1 năm 2012) là nữ ca sĩ người Mỹ, cô là con lớn nhất của ca sĩ Beyoncé và rapper Jay-Z. Hai ngày sau khi sinh, tờ Time đã gọi Carter là "em bé nổi tiếng nhất thế giới". Cùng ngày hôm đó, tiếng nói, tiếng khóc và hơi thở của cô bé đã được Jay-Z đưa vào bài hát "Glory", qua đó đạt Kỷ lục Guinness người trẻ tuổi nhất có bài hát lọt vào một bảng xếp hạng bất kỳ của Billboard. Từ nhỏ cô đã là chủ đề đưa tin của truyền thông, trong đó có việc được các nghệ sĩ đóng giả nhân vật trên Saturday Night Live và RuPaul's Drag Race.
Năm 2019, cô góp giọng trong đĩa đơn "Brown Skin Girl" của mẹ Beyoncé, cùng với Wizkid và Saint Jhn. Bài hát mang về cho cô nhiều giải thưởng, bao gồm một giải NAACP Image, một giải BET Her, một giải Grammy cho Video âm nhạc xuất sắc nhất. Thành tích này giúp cô trở thành người trẻ nhất thắng giải BET, đạt Kỷ lục Guinness người trẻ nhất thắng Grammy và trẻ thứ hai nếu xét chung trên toàn bộ hệ thống giải thưởng. Năm 2024, cô tham gia phim điện ảnh đầu tay Mufasa: The Lion King, lồng tiếng cho vai Công chúa Kiara.

## Tiểu sử
Ngày 28 tháng 8 năm 2011, Beyoncé tiết lộ đang mang thai khi cởi áo khoác ngoài để lộ bụng bầu trong màn trình diễn "Love On Top" tại lễ trao giải Video âm nhạc của MTV. Cô sau đó hạ sinh Blue Ivy Carter vào ngày 7 tháng 1 năm 2012 tại bênh viện Lenox Hill, Manhattan, New York. Ông bà ngoại Carter là Tina và Mathew Knowles, cô cũng là chị em họ với ca sĩ, diễn viên Angela Beyincé, cháu gái ca sĩ Solange Knowles. Năm 2018, Carter vào học lớp một ở trung tâm Center for Early Education, một trường tư thục ở West Hollywood, California.
CBS cho rằng Carter  "có thể được coi là em bé nổi tiếng nhất thế giới, bên cạnh Vương tôn George và North West", con cả của Kim Kardashian và rapper Kanye West. Hai ngày sau ngày sinh của cô bé, tờ Time cũng đưa tin tương tự. Kể từ khi sinh ra, Beyonce và Jay-Z đã "thực hiện ngay việc tạo bản quyền thương hiệu cho con gái với tất cả mọi thứ, bao gồm sách, dầu gội đầu, trò chơi điện tử và những thứ khác." Beyoncé cho rằng cô là một "biểu tượng văn hoá" trong quá trình làm bản quyền. Carter từ nhỏ đã là một trong những tâm điểm của truyền thông khi có gia đình nổi tiếng và quyền lực trong ngành giải trí.

## Danh sách nhạc

### Đĩa đơn
| Tên                                                                                       | Năm  | Vị trí cao nhất | Vị trí cao nhất | Vị trí cao nhất | Vị trí cao nhất | Vị trí cao nhất | Vị trí cao nhất | Vị trí cao nhất | Vị trí cao nhất | Vị trí cao nhất | Vị trí cao nhất | Chứng nhận                         | Album                     |
| Tên                                                                                       | Năm  | US              | US R&B          | US Rap          | CAN             | IRE             | LIT             | NLD             | NZ Hot          | SWE Heat.       | UK              | Chứng nhận                         | Album                     |
| ----------------------------------------------------------------------------------------- | ---- | --------------- | --------------- | --------------- | --------------- | --------------- | --------------- | --------------- | --------------- | --------------- | --------------- | ---------------------------------- | ------------------------- |
| "Glory" (Jay-Z, hợp tác với B.I.C.)                                                       | 2012 | —               | 63              | 23              | —               | —               | —               | —               | —               | —               | —               |                                    | Đĩa đơn không thuộc album |
| "Brown Skin Girl" (Beyoncé, Saint Jhn, Wizkid, hợp tác với Blue Ivy Carter)               | 2019 | 76              | 27              | —               | 60              | 50              | 67              | 82              | 6               | 6               | 42              | - BPI: Bạc - MC: Vàng - RIAA: Vàng | The Lion King: The Gift   |
| "—" gạch ngang đối với đĩa đơn không phát hành ở quốc gia đó hoặc không lọt bảng xếp hạng |      |                 |                 |                 |                 |                 |                 |                 |                 |                 |                 |                                    |                           |

### Khách mời
| Tên                                                            | Năm  | Nghệ sĩ hợp tác | Album                      | Chứng nhận   |
| -------------------------------------------------------------- | ---- | --------------- | -------------------------- | ------------ |
| "Blue"                                                         | 2013 | Beyoncé         | Beyoncé                    | - RIAA: Vàng |
| "Up&Up" (Hợp xướng)                                            | 2016 | Coldplay        | A Head Full of Dreams      |              |
| "Blue's Freestyle / We Family"                                 | 2017 | Jay-Z           | 4:44                       |              |
| "Lift Ev'ry Voice and Sing" (Blue's Version) (Homecoming Live) | 2019 | Beyoncé         | Homecoming: The Live Album |              |

## Danh sách phim

### Điện ảnh
| Năm  | Tên                               | Vai             | Ct         |
| ---- | --------------------------------- | --------------- | ---------- |
| 2013 | Life Is But a Dream               | (Chính mình)    | [ 34 ]     |
| 2016 | Lemonade                          | (Chính mình)    | [ 35 ]     |
| 2019 | Homecoming: A Film by Beyoncé     | (Chính mình)    | [ 36 ]     |
| 2019 | Beyoncé Presents: Making The Gift | (Chính mình)    | [ 37 ]     |
| 2020 | Black Is King                     | (Chính mình)    | [ 38 ]     |
| 2023 | Renaissance: A Film by Beyoncé    | (Chính mình)    |            |
| 2024 | Mufasa: The Lion King             | Công chúa Kiara | Lồng tiếng |